# Trondheim Havn
Trondheim Havn er en havn i Trondheim i Norge. Den drives af Trondheim Havn IKS og er et vigtig trafikknudepunkt for Midt-Norge. I 2010 havde havnen 4555 anløb, med en bruttotonnage på 16,5 millioner ton. Den samlede godsmængde i selskabets havne var i 2010 på 2 mio. ton.

## Dagens havn
Trondheim havn består af 66 kajer, som er fordelt på følgende havneområder
- Fagervika
- Ila
- Skansen
- Kanalen
- Brattøra
- Elvehavna
- Nyhavna

Persontrafikken bliver afviklet ved Hurtigbådterminalen (forbindelser til Kristiansund, Hitra, Frøya, Vanvikan og Brekstad), Hurtigrutekaia og Turistskipskaia (cruisetrafik).
Antallet af cruiseskibsanløp har ligget mellem 40 og 50 i en del år, men er steget meget. I 2023 havde man 103 cruiseskibe og 177.700 besøgende, hvilket var rekord.
Trondheim Havn er stationeringssted for redningsskøyta RS 131 ”Uni”.

## Historie

### Middelalderen
Byens grundlæggelse i 997 er tæt knyttet til den naturlige havn, som fandtes på vestsiden af Nidelvens udløb. I de små, lavvandede bugter ved floden kunne de fladbundede vikingeskibe lægge til. Stedet fik navnet Skipakroka, og efterhånden blev der også etableret infrastruktur på land – i form af lagerbygninger og kajanlæg lavet af flettede grene.
Olav Tryggvason byggede en kongegård i Skipakroka, et sted som i dagens bybillede svarer til Krambuveita. Tryggvason tillod handelsfolk at slå sig ned i samme område, hvilket blev starten på vareomsætningen langs flodbredden, som stod på i mere end 700 år.
I middelalderen var kirken en vigtig aktør i byens handelsvirksomhed. Kirken havde store indtægter fra tiendeafgiften og ejede store jordområder. Disse naturalier blev omsat gennem handel for at skabe indtægter til opførelse og drift af kirker og klostre. Kirken opbyggede et handelsnetværk, der strakte sig over hele Nordeuropa. Ærkebispegården i Trondheim havde en vigtig administrativ funktion i denne handelsvirksomhed. Efter reformationen blev kirken underlagt staten, hvilket medførte, at handelsvirksomheden også overgik til staten.
Handelsvirksomheden førte til opførelsen af mange brygger ved Nidelvens vestbred, hvor bådene kunne lægge til for at laste og losse varer. Bryggerne blev opført på østsiden af smalle grundstykker, der strakte sig i retning mod Krambugata, hvor købmændene havde deres udsalg. De små vige langs flodløbet blev efterhånden fyldt op, så man fik en ensartet bryggefront mod floden. Flere fælleder gjorde det muligt at drive handel og vareomsætning direkte fra skibe, der lagde til kaj.

### 1600- og 1700-tallet
Havnen i Nidlven bidrog stærkt til den økonomiske opblomstring, som Trondheim oplevede fra midten af 1600-tallet. Eksport af træ, fisk og kobber førte til store indtægter for en håndfuld købmandsfamilier, der handlede med kongelige privilegier. Denne gruppe fik navnet Søgata-patriciatet (Søgata var det tidligere navn for Kjøpmannsgata). Bryggerækken havde på dette tidspunkt en gennemgående svalegang mod flodsiden, som blev brugt til lastning og losning. Hånddrevne kraner gjorde det muligt at hejse varer op i de flere etager høje bygninger.
På nordsiden af byhalvøen, et område der dengang blev kaldt Brattøra (ikke det samme område som nutidens Brattøra), blev der opført brygger. Længere mod vest, ved Ilsvika, blev der anlagt en landgang, som kunne tage imod passagertrafik fra skibe, der lå for anker ved reden ud mod Munkholmen. På land blev der etableret oplagringsplads for tømmer i dette område.
Johan Caspar de Cicignons byplan efter branden i 1681 medførte, at der blev bygget en bro på vestsiden af byhalvøen. Dette åbnede op for handelsvirksomhed også på østsiden af Nidelven. Etableringen af brygger her blev forstærket af et forbud mod opbevaring af brandfarlige varer i bryggerne på vestsiden af floden. Allerede tidligere havde skibsværfter etableret sig på vestsiden. I 1720 blev Trondheims skibsværft grundlagt, som blev forløberen til Trondhjems Mekaniske Værksted.
Ved udløbet af Nidelven var der etableret en færgeforbindelse. På vestsiden af floden (ved det nuværende Brattørbrua) fandtes færgemandshuset Tavern, som i dag er bevaret på Sverresborg folkemuseum. I samme område ligger et toldhus og Brattørvagten, en bygning opført i 1780’erne, som husede byens vagtstyrke.

### 1900-tallet
I 1800-tallet opstod behovet for en udvidelse af havnen. Større skibe havde problemer med at anløbe elvehavnen, fordi de aflejringer, Nidelven førte med sig, gjorde flodbunden lavere. Behovet blev akut efter et stort skred ved Tiller i 1816. Først planlagde man at bygge en mole uden for bryggerækken i nord, som skulle strække sig fra Sanden til Brattøra. Dette forslag blev stærkt modarbejdet af "Søgata-patriciatet", som frygtede konkurrence og i stedet ønskede en opgradering af elvehavnen.
I 1842 gjorde en lov om havneafgifter det muligt at finansiere en større udbygning af havnen. Olsenmolen blev realiseret i 1860, og der blev bygget lossekajer foran pakhusene og almenningerne på byens nordside. Industrialiseringen og byens vækst skabte behov for yderligere havneudvidelse. Havneplanen blev udarbejdet af stadsingeniør Carl Adolf Dahl og godkendt i 1866. Planen førte til, at der blev skabt en kunstig ø nord for Olsenmolen. Ved kanalen mellem det nye Brattøra og byhalvøen blev der bygget en ny lossekaj. Denne blev tilknyttet vejnettet og forbundet med byen via en klapbro, Brattørbrua.
I 1880'erne fik Meråkerbanen sin endestation på Brattøra. Fra 1884 fik den forbindelse med Rørosbanen på dette sted. Jernbaneudbygningen forenklede og effektiviserede varetransporten mellem havnen og byens opland.
Den mekaniske industri, som havde ligget sydpå ved Nidelvens østbred, blev efterhånden flyttet nærmere flodmundingen. Således opstod der store industriområder ved Nedre Elvehavn, med Trondhjems Mekaniske Værksted som den største virksomhed.
I begyndelsen af 1900-tallet blev områderne på østsiden af Nidelven taget i brug til havneformål, og Nyhavna opstod. Lademolen blev anlagt som værn mod fjorden, så langt som bundforholdene tillod det. I 1920’erne og 1930’erne blev områderne opmudret og kajanlæg anlagt. Flodmundingen blev i den forbindelse indsnævret og flyttet længere mod øst.
I havneområdet blev der opført infrastruktur, som er bevaret den dag i dag: Et nyt toldhus stod færdigt på det nye Brattøra i 1910, opført i jugendstil. Midt i 1930’erne blev fryselageret færdiggjort – i dag hjemsted for oplevelsescentret for populærmusik, Rockheim.
Under den tyske besættelse 1940–1945 blev dele af Nyhavna omdannet til flådebase og værksted for den tyske marine. Trondheim blev også kommandocentral for flåden mellem Stad og Bodø. En række værksteder blev opført på Nyhavna samt de to store ubådsbunkere Dora 1 og Dora 2. Bed Ladehammeren blev der etableret marineinfrastruktur.
En særlig havneudbygningsplan for Ila blev vedtaget efter anden verdenskrig. Første byggetrin af kornsiloen stod færdigt i 1955.